# Monfaucon (Dordogne)
Monfaucon település Franciaországban, Dordogne megyében. Lakosainak száma 290 fő (2022. január 1.). Monfaucon Saint-Géraud-de-Corps, Le Fleix, Fraisse, Port-Sainte-Foy-et-Ponchapt, Saint-Méard-de-Gurçon és Saint-Pierre-d’Eyraud községekkel határos.

## Népesség
A település népességének változása:
| Lakosok száma | 250  | 209  | 233  | 257  | 293  | 302  | 294  | 290  | 288  | 290  |
|               | 1968 | 1982 | 1990 | 2006 | 2013 | 2015 | 2017 | 2019 | 2020 | 2022 |